# Agenzia per la cybersicurezza nazionale
L'Agenzia per la cybersicurezza nazionale (ACN) è un ente governativo di diritto pubblico italiano, istituito a tutela degli interessi nazionali nel campo della sicurezza informatica.

## Storia
Il governo Draghi, ravvisata la necessità di unificare tutte le pre-esistenti attività di protezione dalle minacce informatiche, approva il decreto legge n. 82 del 14 giugno 2021, convertito, con modificazioni, nella legge n. 109 del 4 agosto 2021, che ridefinisce l'architettura nazionale cibernetica e istituisce l’Agenzia per la cybersicurezza nazionale.
La riforma assegna al Presidente del Consiglio l'alta direzione e la responsabilità generale delle politiche per la cybersicurezza e istituisce, presso la Presidenza del Consiglio dei ministri, il Comitato interministeriale per la cybersicurezza (CIC), cui spettano funzioni di consulenza, proposta e vigilanza in materia di politiche di cybersicurezza.
Alle forze di polizia resta la cosiddetta cyber-investigation, mentre le operazioni di cyber-intelligence costituiscono prerogativa esclusiva delle agenzie di intelligence.
Il 5 agosto 2021, il Consiglio dei ministri nomina il primo Direttore generale dell'ACN Roberto Baldoni, che dal 2018 era vice-direttore generale del Dipartimento delle informazioni per la sicurezza con delega alla cybersicurezza.
Il 1º settembre 2021 l'ACN inizia la prima operatività e il 6 ottobre 2021 il Consiglio dei ministri nomina vice-direttore generale dell'ACN Nunzia Ciardi, già direttore del Servizio di Polizia postale e delle comunicazioni.
ll 13 settembre 2021 il Presidente del Consiglio conferisce la delega in materia di cybersicurezza all'Autorità delegata per la sicurezza della Repubblica.
Nel dicembre 2021 vengono pubblicati i regolamenti di organizzazione e funzionamento del personale e di bilancio.
Nel 2023 si è avviato il previsto passaggio di consegne tra AgID e ACN: ad esempio, ora è ACN a qualificare gli operatori che erogano servizi cloud per la PA. Il 9 marzo 2023 il Cdm nomina direttore il prefetto Bruno Frattasi. 

## Organizzazione

### Direttore
Il direttore generale è il rappresentante legale dell'Agenzia e ne definisce gli indirizzi e ne coordina l'attività. È il diretto referente del Presidente del Consiglio, da cui è nominato, previa deliberazione del Consiglio dei ministri,
È segretario del Comitato interministeriale per la cybersicurezza. 
Cronotassi dei direttori
- Roberto Baldoni[9] (dal 5 agosto 2021 al 6 marzo 2023)
- Bruno Frattasi[10] (9 marzo 2023 - in carica)

### Vice direttore
Il Vice Direttore generale dell'Agenzia coadiuva il Direttore generale nella direzione dell'ente e lo sostituisce nei casi di assenza o impedimento. Inoltre, sulla base di apposito provvedimento del Direttore generale può esercitare specifiche funzioni attribuitegli: sovrintendere e coordinare i Servizi e le altre articolazioni dell'Agenzia e su specifica delega può presiedere il Nucleo per la Cybersicurezza, il Tavolo Perimetro, il Comitato tecnico di raccordo e il Comitato tecnico-scientifico. Nunzia Ciardi è vice-direttore generale di ACN dal settembre 2021.

### Servizi
L’Agenzia si articola nei seguenti Servizi:
- Gabinetto;  assicura, a supporto del Direttore generale, il coordinamento tra i diversi Servizi e articolazioni dell’Agenzia e il raccordo tra le relative attività, e svolge funzioni a valenza generale;
- Autorità e sanzioni; assicura lo svolgimento della funzione di regolamentazione e la connessa attività sanzionatoria attribuite all’Agenzia dalla normativa vigente  (legge perimetro di sicurezza nazionale cibernetica, recepimento della direttiva NIS[13], recepimento del codice delle comunicazione elettroniche);
- Autorità NIS Italia ovvero certificazione e vigilanza dell'attuazione della direttiva NIS; sovrintende ai processi di certificazione, qualificazione e valutazione, nonché cura l’attività ispettiva e di verifica attribuiti all’Agenzia dalla normativa vigente (legge perimetro di sicurezza nazionale cibernetica, recepimento della direttiva NIS e direttiva NIS 2, recepimento del codice delle comunicazione elettroniche). Nell’ambito del Servizio Certificazione e Vigilanza è collocato il CVCN;
- Operazioni; contribuisce alla preparazione, prevenzione, gestione e risposta a eventi cibernetici. Nell’ambito del Servizio Operazioni è collocato il CSIRT Italia;
- Programmi industriali, tecnologici, di ricerca e formazione; svolge funzioni di indirizzo e gestione delle attività svolte dall’Agenzia per promuovere l’autonomia strategica e la sovranità tecnologica nazionale. Nell’ambito del Servizio è collocato il Centro nazionale di coordinamento in materia di cybersicurezza nell’ambito industriale, tecnologico e della ricerca;
- Risorse umane e strumentali; svolge funzioni di indirizzo e gestione dell’attività amministrativa dell’Agenzia inclusa la gestione del patrimonio informatico e logistico;
- Strategie e cooperazione; definisce gli indirizzi strategici e gli strumenti di policy nazionali in materia di cybersicurezza, ne monitora l’attuazione, nonché mantiene e sviluppa le relazioni e la cooperazione internazionale dell’Agenzia.

### Comitati
L'organizzazione dell'Agenzia include i seguenti Comitati di funzionamento interno:
- Comitato di Vertice. Presieduto dal Presidente del Consiglio dei ministri, ovvero dall’Autorità delegata ove istituita, composto dal Direttore generale e dal Vice Direttore generale. Il Capo di Gabinetto dell’Agenzia ne svolge le funzioni di segretario;
- Comitato di coordinamento e programmazione. Assicura l’unitarietà di azione e l’allineamento informativo dei Servizi sugli indirizzi e le decisioni strategiche in merito all’organizzazione, al funzionamento e alle attività dell’Agenzia. Il Comitato è presieduto dal Direttore generale ed è composto dal Vice Direttore generale e dai Capi dei Servizi;

Inoltre, sono previsti Comitati di supporto alle attività pubblico-private:
- Comitato tecnico-scientifico.  Promuove la collaborazione con il sistema dell’università e della ricerca e con il sistema produttivo nazionale, nonché a supporta le iniziative pubblico-private in materia di cybersicurezza. Il Comitato è presieduto dal direttore generale.

### Altre strutture
Presso l'ACN operano:
- il Centro di Valutazione e Certificazione Nazionale (CVCN) - trasferito dal Ministero dello Sviluppo Economico;
- il Computer Security Incident Response Team (CSIRT) Italia[14] - trasferito dal Dipartimento Informazioni per la Sicurezza della Presidenza del Consiglio dei Ministri il 16 Settembre 2021.
- Nucleo per la cybersicurezza (NCS), con funzioni di prevenzione e preparazione ad eventuali situazioni di crisi e per l'attivazione delle procedure di allertamento. Il Nucleo e' presieduto dal direttore generale dell'Agenzia ed è composto dal Consigliere militare del Presidente del Consiglio dei ministri, da un rappresentante, rispettivamente, del DIS, dell'Agenzia informazioni e sicurezza esterna (AISE), dell'Agenzia informazioni e sicurezza interna (AISI), di ciascuno dei Ministeri rappresentati nel CIC e del Dipartimento della protezione civile della Presidenza del Consiglio dei ministri;
- Tavolo interministeriale per l’attuazione del perimetro di sicurezza nazionale cibernetica di cui all’articolo 6, comma 1, del regolamento adottato con decreto del Presidente del Consiglio dei ministri 30 luglio 2020, n. 131.

## Compiti principali
L'ACN è Autorità nazionale per la cybersicurezza, con compiti di resilienza e sicurezza in ambito informatico, anche ai fini della tutela della sicurezza nazionale nello spazio cibernetico, e assicura il coordinamento tra i soggetti pubblici coinvolti nella materia.
Persegue il conseguimento dell’autonomia strategica nazionale ed europea nel settore del digitale, in sinergia con il sistema produttivo nazionale, nonché attraverso il coinvolgimento del mondo dell’università e della ricerca.
Favorisce specifici percorsi formativi per lo sviluppo della forza lavoro nel settore e sostiene campagne di sensibilizzazione oltre che una diffusa cultura della cybersicurezza.

## Altre funzioni
L'ACN è inoltre designata:
- Autorità nazionale competente e punto di contatto in materia di sicurezza delle reti e dei sistemi informativi per le finalità di cui al decreto NIS[16];
- Autorità nazionale di certificazione della cybersicurezza, ai sensi dell’articolo 58 del regolamento (UE) n. 2019/881 - funzioni in corso di trasferimento dal Ministero dello Sviluppo Economico;
- Centro nazionale di coordinamento in materia di cybersicurezza nell’ambito industriale, tecnologico e della ricerca ai sensi dell’articolo 6 del regolamento (UE) n. 2021/887 del Parlamento europeo e del Consiglio del 20 maggio 2021, che istituisce il Centro europeo di competenza per la cybersicurezza nell’ambito industriale, tecnologico e della ricerca e la rete dei centri nazionali di coordinamento.